# NGC 7618
NGC 7618 is een elliptisch sterrenstelsel in het sterrenbeeld Andromeda. Het hemelobject werd op 8 oktober 1879 ontdekt door de Franse astronoom Édouard Jean-Marie Stephan.

## Synoniemen
- UGC 12516
- MCG 7-47-13
- ZWG 532.14
- PGC 71090